# 亞太綠人聯盟
亞太綠人聯盟（英語：Asia-Pacific Green Network，缩写为APGC）是全球綠黨在亚太地区的分支。2005年2月，亚太地区的13個绿党在日本京都举行会议，宣布成立亞太綠人聯盟。

## 成員党

### 正式成員党
- 澳大利亚绿党
- 孟加拉国绿党
- 印度 印度绿党
- 印度 北阿坎德变革党
- 伊拉克 伊拉克绿党（英语：Green Party of Iraq）
- 日本 绿党Greens Japan
- 韩国 绿色党
- 黎巴嫩 黎巴嫩绿党（英语：Green Party of Lebanon）
- 蒙古 蒙古绿党
- 尼泊尔 绿党
- 新西兰 奥特亚罗瓦新西兰绿党
- 巴基斯坦 巴基斯坦绿党（英语：Pakistan Green Party）
- 臺灣 台灣綠黨
- 臺灣 樹黨

### 联系成员党
- 印度尼西亞 亚齐绿党（英语：Atjeh Green Party）
- 印度尼西亞 印度尼西亚绿党（英语：Green Party of Indonesia）
- 尼泊尔 绿色尼泊尔党（英语：Hariyali Nepal Party）
- 菲律賓 菲律宾绿党
- 斯里蘭卡 斯里兰卡绿色联盟

## 亞太綠人大會
- 第一屆： 日本京都（2005年）
- 第二屆： 中華民國（臺灣）臺北（2010年）
- 第三屆： 菲律賓馬尼拉（2014年）

## 外部連結
- 亞太綠人聯盟 （页面存档备份，存于）